# Sefton (Nova Gales do Sul)
Sefton é um subúrbio de Sydney no estado de Nova Gales do Sul, Austrália. Sefton está localizada a 23 quilômetros a oeste do distrito comercial central de Sydney, na área de governo central da Cidade de Bankstown e faz parte da região da Grande Sydney Ocidental. Sefton compartilha o código postal 2162 com o subúrbio vizinho de Chester Hill.